# Argos (Indiana)
Argos é uma cidade  localizada no estado americano de Indiana, no Condado de Marshall.

## Demografia
Segundo o censo americano de 2000, a sua população era de 1613 habitantes. 
Em 2006, foi estimada uma população de 1828, um aumento de 215 (13.3%).

## Geografia
De acordo com o United States Census Bureau tem uma área de 
1,8 km², dos quais 1,8 km² cobertos por terra e 0,0 km² cobertos por água. Argos localiza-se a aproximadamente 259 m acima do nível do mar.

## Localidades na vizinhança
O diagrama seguinte representa as localidades num raio de 20 km ao redor de Argos. 